# Jaco Pretorius
Pour les articles homonymes, voir Pretorius.
Pas d'image ? Cliquez ici

a Compétitions nationales et continentales officielles uniquement.

b Matchs officiels uniquement.
Dernière mise à jour le 7 septembre 2018.
 Jaco Christiaan Pretorius, né le 10 décembre 1979 à Johannesburg, est un joueur de rugby à XV et à sept, qui joue avec l'équipe d'Afrique du Sud. Il évolue au poste de centre ou d'ailier (1,83 m pour 88 kg).

## Biographie
Jaco Pretorius joue avec les Golden Lions en Currie Cup de 2001 à 2008 puis avec les Blue Bulls dès 2009.
En juin 2007, il remporte la Coupe des nations avec les Emerging Springboks, réserve de l'équipe nationale sud-africaine.
Il joue avec les Lions dans le Super 14. Il joue onze matchs de Super 14 en 2007 et 7 en 2008. Il effectue son premier test match avec les Springboks le 11 novembre 2006 à l’occasion d’un match contre l'équipe d'Irlande.

## Statistiques en équipe nationale
- 2 test match avec l'équipe d'Afrique du Sud
- Test match par année : 1 en 2006, 1 en 2007